# لورني إليوت
لورني إليوت هو كاتب مسرحي وموسيقي كندي، ولد في 1952.

## وصلات خارجية
- لورني إليوت على موقع ميوزك برينز (الإنجليزية)
- لورني إليوت على موقع أول ميوزيك (الإنجليزية)
- لورني إليوت على موقع ديسكوغز (الإنجليزية)